# イリヤ&エミリア・カバコフ

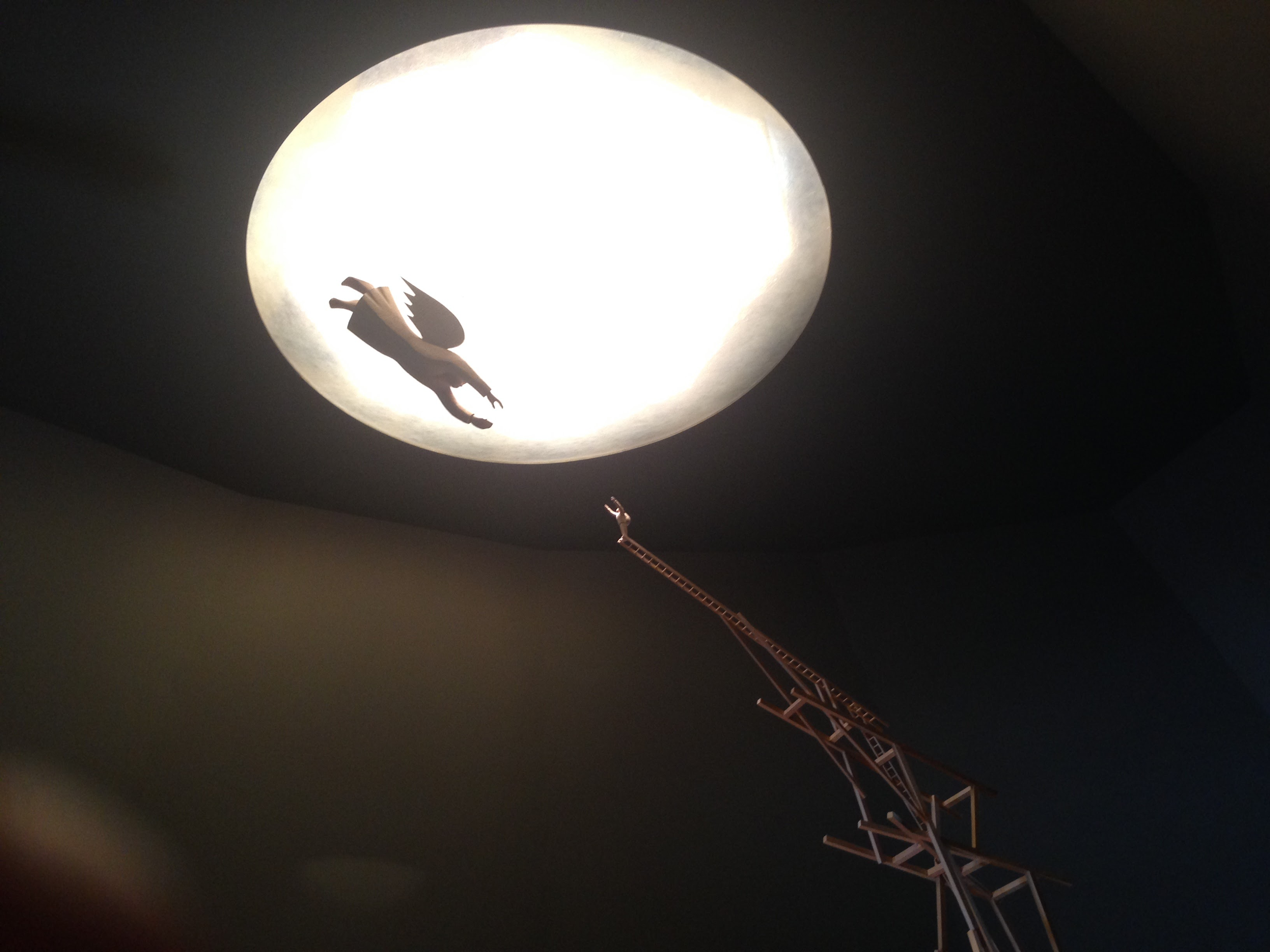
How to meet an angel, Grand Palais, 2014

イリヤ&エミリア・カバコフ（英語: Ilya & Emilia Kabakov）は、共に旧ソビエト連邦（現ウクライナ）に生まれ、1989年からコラボレーションを始め、1992年から夫婦となりニューヨークへ移住した現代美術のアーティストで、「モスクワ・コンセプチュアリズムの父」とも呼ばれるロシア前衛芸術家。現在はニューヨーク州のロングアイランド在住。2008年、高松宮殿下記念世界文化賞受賞。

## 生涯
エミリア・カバコフ（英語: Emilia Kabakov、ロシア語: Эмилия Кабакова、1945年-）は、ソビエト連邦ウクライナ共和国ドニエプロペトロフスク（現ウクライナ）生まれのアメリカ在住のキュレーター、アーティスト。モスクワ音楽大学を1959年に卒業したのち、モスクワ大学でスペイン語と文学を学び1972年卒業、1973年にイスラエルに移住し、1975年よりニューヨークでアートディーラーやキュレーターとして働き始める。エミリヤはイリヤとドネプロペトロフスクで出会い、1989年からキュレーター、アートアドバイザー、翻訳者として、イリヤ・カバコフと共に活動をする。
イリヤ・カバコフ（英語: Ilya Kabakov、ロシア語: Илья́ Ио́сифович Кабако́в、1933年9月30日 - 2023年5月27日）は、旧ソビエト連邦ウクライナ共和国ドニエプロペトロフスク（現ウクライナ）生まれのアメリカ在住の挿絵画家、コンセプチュアル・アーティスト。幼少期は貧しく、アパートに俳優などの下宿人と共に生活をしていた。学生時代は絵画で優秀な生徒であったため、ユダヤ人の貧しい家庭環境であったがモスクワの名門校レニングラード美術学校に1943年に入学、ドニエプロペトロフスクからモスクワに移り寮生活を始める。戦火を逃れた家族は難民が暮らすサマルカンドに疎開した。その後1950年代から1980年代後半までの30年間、モスクワで国家の認定芸術家として絵本の挿絵画家として活動しながら、国家に認められていない非公式の芸術活動をし、ドミートリー・プリゴフらと共にモスクワ・コンセプチュアリズムのグループを形成した。2023年5月27日に死去。

## 作風
当時のソビエト連邦で非公式の芸術活動をすることは特定の表現の自由だけでなく、国からの支援やネットワーク、展覧会場を奪われる可能性があった。しかしイリヤ・カバコフらは自分たち個人の歴史を描き、アパートでの展覧会、サミズダート（地下出版）、個人的なアーカイブ等々の芸術のために独立したインフラを整えていった。共産主義支配下において、個人を書き記すことや自己歴史化は、自由が欠如していることを表すために重要であったため、彼らはフランスの哲学者ミシェル・フーコーが日常の中で「ヘテロトピア（権力の解体の可能性を秘めた反‐場所を模索する空間）」や「カウンターサイト」と名付けたものを発展させていった。

### イリヤ＆エミリア・カバコフ以前のイリヤ・カバコフの活動
1972年から1976年まで、イリヤが作った10人の架空の人物のアルバムを基に、コンセプチュアルな絵画とインスタレーションアートの初期の実験を行っている。またイリヤ・カバコフの母は息子に、下宿人の俳優たちがいかに素晴らしかったか、どんな風に部屋を舞台のように飾っていたかを話した。それが1980年後半にイリヤ・カバコフの数少ない自伝的作品の一つ「ラビリンス (母のアルバム)」となった。イリヤは、1985年に「アーティスト-キャラクター（Artist-Character）」というテキストで、自身をアーティストとして書き記すことの統合失調症状態的な性質があることを指摘し、歴史のメタファーとして「パノラマ」を紹介している。彼は、1987年のソビエト連邦から移住する前後は何度も「パノラマ」を引用している。。パノラマとは、全てを見るというギリシャ語由来の言葉で、通常は360度を自由に見渡せる状態を言う。初個展は1985年、パリのDina Vierny Gallery。

### ボリス・グロイスによる評価
美術批評家のボリス・グロイスが「ロマンティック・コンセプチュアリズム」と書いているように、モスクワ・コンセプチュアリズムは、西洋の概念主義とは異なり、形而上学的次元のいわゆる他の世界、難解ではない他者性を維持している。グロイスは、ソビエトと東欧諸国で1990年代の共産主義体制の終焉後に起こった自然や土地を含む財産の私有化も、「高度に人為的になされる」が故に「芸術的なインスタレーション」」だと言い、崩壊後もかつてそれらの国家にいた芸術家はその影響を免れないと言う。
ボリス・グロイスは、カバコフについて、「私たちの場所はどこ?」展のカタログにおいて次のように語っている。「カバコフの興味はつねに何よりも生活の単純な物事をアーカイブとして保存し、芸術的に提示することだ。彼のインスタレーションはほぼすべて、ありふれたシンプルな日常のアーカイブである。その中にカバコフは根本的に芸術の中心的な昨日を見ているのだ。つまり、生活の単純な物事を存続させ、そられに現実では与えられない承認をもたらすこと。カバコフが実践する芸術は、特別で、天才的で、オーラをまとい全世界でつねにすでに承認されるようなものののため、ではなく目立たぬもの、ありふれた日常的なもの、芸術の外の現実では消え去っていってしまうようなもののための喜ばしい知らせなのである。それに対応する芸術の成果は、これらの事物が存続に「値せず」、スペクタクルでも特別でもなければないだけ、いっそう効果的であり信憑性を増すのである」
このカタログ内の発言の前提として、今日の芸術とはそれを表現する「場所」が問われるという問題が指摘されている。なぜならマルセル・デュシャン以降の芸術は、レディ・メイドという芸術概念が顕すように、「作者の死」をフランスの哲学者ロラン・バルトが宣言しているように、今日の芸術には特定の制作者や生産者を必要としない。芸術家は鑑賞者の批判的・批評的な眼差しを持って、特定のオブジェや記号を芸術のコンテクストの中で展示し、観客に追体験させるこを芸術として解釈しているからである。その場合の芸術は日用品と見分けがつかないので特別な展示空間が必要となる。グロイスは、芸術に関わる伝統的な機関や制度がマスメディアに取って代わられ、マスメディアこそが芸術を生産し展示される場所となり、メディア世界の全体が巨大な展示空間として美化されていると言う。その場合、キュレーターの眼差しによって展覧会プログラムが運営され、個人の芸術的プロジェクトを実現するための公の場所となった今日の私物化＝民営化された美術館をその他と区別できる要素は、建築と設備だけであり、それらの空間はルーシー・リパードが言うような芸術の非物質化ではなく、空間的であるがゆえにきわめて物質的である。
このように共産主義の崩壊以降の私物化による芸術のあり方と、ポストモダンの芸術概念とは共通するところがある。それは盗用（appropriation）、横領、私有化いづれかの言い方ではあっても、国際的なコンテンポラリー・アートの文脈において主導的な方法であり、未来ではなく、歴史の終焉の再分配となっているからである。一方その２つの違いは、ポストモダンはシニカルで批判的に現在を引き延ばすのに対し、ポストポピュリストはユートピア的包摂の論理を有していると指摘している。そうであるが故に、カバコフたちの非公式芸術は、歴史の終焉をより徹底して考えようとし、あらゆるユートピアのビジョンを資本主義のみならず共産主義以前の歴史にまで拡大していると言う。

## その他
イリヤ＆エミリア・カバコフは、自身のウェブサイトにてフェイクまたは偽造された彼らの作品の画像をアップロードしており、また彼らの作品のオンライン購入予定者に向けて、アドバイスも行なっている。